# 507 Laodica
Laodica (asteroide 507) é um asteroide da cintura principal com um diâmetro de 43,78 quilómetros, a 2,8604614 UA. Possui uma excentricidade de 0,093497 e um período orbital de 2 047,38 dias (5,61 anos).
Laodica tem uma velocidade orbital média de 16,76715253 km/s e uma inclinação de 9,51579º.
Este asteroide foi descoberto em 19 de Fevereiro de 1903 por Raymond Dugan.